# کالج مهندسی چین-فرانسه، دانشگاه بیهانگ
کالج مهندسی چین-فرانسوی دانشگاه بیهانگ (به نام کالج مهندسی چین-فرانسوی دانشگاه بیهانگ ) یکی از کالج های دانشگاه بیهانگ (کد کالج 24) و عضو گروه Ecole Centrale در فرانسه است. در 22 آوریل 2005، کنسرسیوم فرانسوی Ecole Polytechnique Centrale و دانشگاه هوانوردی و فضانوردی پکن با هدف استفاده از منابع آموزشی سطح بالا دانشگاه هوانوردی و فضانوردی پکن به طور مشترک دانشکده مهندسی چینی-فرانسوی را در پکن، چین تأسیس کردند. و Ecole Polytechnique Centrale فرانسه برای ایجاد یک کالج مهندسی با استانداردهای آموزشی بالا در رشته های خود به منظور پرورش استعدادهای واجد شرایط و ارائه پشتیبانی قوی مبتنی بر دانش برای کشورهای فرانسوی زبان و توسعه اقتصادی و اجتماعی محلی. کالج از مدل آموزش دانشگاه مهندسی فرانسه استفاده می کند . این کالج یک الگوی آموزشی مستمر در مقطع کارشناسی و کارشناسی ارشد را اتخاذ می کند، دانشجویان پس از اتمام تحصیلات خود گواهینامه های فارغ التحصیلی و مدرک لیسانس صادر شده توسط دانشگاه بی هانگ، گواهی های فارغ التحصیلی و مدرک کارشناسی ارشد صادر شده توسط دانشگاه بی هانگ و دیپلم های مهندسی صادر شده توسط بی هانگ سینو را دریافت خواهند کرد. - کالج مهندسی فرانسه و به رسمیت شناخته شده توسط فرانسه.
از سال سوم تحصیلی، این کالج برای دانشجویان فرصت تحصیل در فرانسه را برای مبادلات، از نیم سال، یک سال تا دو سال، به عهده خود دانشجویان می گذارد. مدارس تبادل عبارتند از: Ecole Centrale Ecole Polytechnique - Ecole Polytechnique Centrale de Paris (تشکیل شده از ادغام Ecole Polytechnique Centrale Paris و Ecole Polytechnique Centrale Supérieure de Electricité )، Ecole Centrale Lyon ، Ecole Polytechnique Centralecole, Ecole Polytechnique Centralecole, مؤسسه ملی هوانوردی غیرنظامی ، دانشگاه بوردو I ، دانشگاه آزاد بروکسل (بخش فرانسوی زبان بلژیک) ، لیسه لوئیس کبیر (مدرسه مقدماتی مهندسی برتر در فرانسه)، و غیره.   در میان آنها، برنامه دو ساله دو ساله می تواند دیپلم مهندس را از دانشکده دیگر دریافت کند، اما دیپلم مهندس از دانشکده مهندسی چین-فرانسه بی هانگ صادر نمی شود. در عین حال، دانشگاه مرکزی علم و صنعت نیز تعدادی از دانشجویان فرانسوی را برای تبادل به صورت داوطلبانه در کالج مهندسی چین-فرانسه دانشگاه بیهنگ انتخاب خواهد کرد. 

## نظام و دوره های آموزشی
دانشجویان چینی از کلاس سال 2006 با شرکت در آزمون ورودی کالج و ثبت نام در کالج ها و دانشگاه های معمولی وارد کالج (کلاس علوم تجربی) شدند. اکثر دوره ها به زبان فرانسه تدریس می شوند و کالج از الگوی آموزشی دانشگاه مهندسی فرانسه استفاده می کند، یعنی مدل آموزشی کارشناسی-کارشناسی ارشد که در مجموع شش سال و نیم طول می کشد.
- سال اول: آموزش عمدتاً زبان فرانسه، به علاوه دروس پایه دانشگاه بی هانگ مانند ریاضیات، فیزیک، عقیدتی و سیاسی و مبانی کامپیوتر و همچنین دروس عمومی ارائه شده توسط کالج مانند: مقدمه ای بر مهندسین عمومی، که آینده را برای آموزش فرانسوی و تبدیل شدن به یک مهندس عمومی پایه و اساس را گذاشت.
- سال دوم و سوم: به تقویت زبان فرانسه ادامه دهید و به تدریج دروس ریاضی و فیزیک فرانسه را معرفی کنید، اما در عین حال برخی از دروس همچنان به زبان چینی تدریس می شود.

2. مرحله مهندسی:
- سال چهارم: پایان دوره لیسانس دانشجویانی که این ارزیابی را گذرانده اند می توانند مدرک لیسانس صادر شده از دانشگاه بیهنگ و مدرک لیسانس در یکی از چهار گرایش «ریاضیات و ریاضیات کاربردی»، «علوم اطلاعات و محاسبات»، «فیزیک کاربردی» دریافت کنند. "و "مکانیک مهندسی". [نکته ۱]
- سال پنجم و ششم: مرحله مهندسی
- نیمه اول سال هفتم: کارآموزی نیم ساله در شرکت های مهندسی پس از اتمام ارزیابی، می توانند مدرک تحصیلات تکمیلی صادر شده توسط دانشگاه بیهنگ و مدرک کارشناسی ارشد در "مهندسی سیستم" (آکادمیک) یا "مهندسی صنایع" را دریافت کنند. حرفه ای) و مدرک کارشناسی ارشد از دانشگاه بی هانگ یک مدرک مهندسی صادر شده توسط موسسه مهندسین چین-فرانسه و به رسمیت شناخته شده توسط فرانسه [۴] .

## تمرین
کالج از دانشجویان می‌خواهد که دوره‌های کارآموزی زیر را بگذرانند و دفاع کارآموزی را قبل از دفاع کارشناسی ارشد بگذرانند:
- در تعطیلات تابستانی سال تحصیلی پنجم، دوره کارآموزی مهندسی یا علمی پژوهشی حداقل سه ماه به طول انجامد.
- یک دوره کارآموزی مهندسی به مدت حداقل شش ماه از سال ششم شروع می شود

## شرکا[۵]
این کالج از سیستم مشارکت شرکتی برای آموزش مهندسان فرانسوی آموخته و به پیش برده است و با بیش از 20 شرکت معروف چینی و خارجی از جمله COMAC و Safran فرانسه همکاری برقرار کرده است. شرکت‌های همکار فعالانه در برنامه‌ریزی توسعه کالج، تدوین برنامه‌های آموزشی و اجرای پیوندهای آموزشی مشارکت می‌کنند و مکان‌ها و فرصت‌هایی را برای تمرین کارآموزی و اشتغال در اختیار دانشجویان قرار می‌دهند.
- ایرباس
- ایرفرانس
- شرکت صنعت هوانوردی چین (AVIC)
- آروا
- فنی HNA
- شلمبرگر
- COMAC
- Electricite de France (EDF)
- گروه ESI
- مورکس
- لافارژ
- اومنیوم پلاستیکی
- سفران
- جانبی
- Société Générale
- STMicroelectronics
- تالس
- جمع
- Valeo

## اظهار نظر
1. ↑  虽然是在四个学位中选一，但在本科的学习阶段，由于法国通用工程师的教学体系，需要同时学习这四个学位的相关课程